# Glíma
La glíma, dont l'origine remonterait à l'âge des Vikings, est la lutte traditionnelle islandaise.

## Historique
Héritée des Vikings, la glíma, la lutte islandaise, est considérée comme un sport national en Islande, même s'il n'est pas le sport le plus pratiqué dans le pays.
À l'origine, c'était un jeu pratiqué par les paysans pour éprouver leur force. Aujourd'hui, c'est un sport codifié et proche, mise à part la plus grande sveltesse des pratiquants, du sumo japonais.
Sur un terrain de 5 × 8 mètres, deux combattants portent une ceinture prolongée par des sangles autour des cuisses. Après s'être salués, ils agrippent l'adversaire par la ceinture et doivent le faire tomber au moyen de l'une des sept prises autorisées.
En 1912, la discipline est sport de démonstration aux Jeux olympiques d'été sans être inclus par la suite dans le programme officiel du Comité international olympique,.